# Chapelle Saint-Vennec de Briec
La chapelle Saint-Vennec est un édifice situé à Briec, en France.

## Localisation
La chapelle est située sur le territoire de la commune de Briec, dans le département du Finistère, en région Bretagne.

## Description
Avec son calvaire (daté de 1556) et sa fontaine, la chapelle est un exemple de petit ensemble breton. C'est une chapelle en granit à chevet plat peu saillant, grand transept et nef sans bas-côté. Le petit clocher se termine par une flèche octogonale en pierre reposant sur un pilier carré, porté par un socle carré soutenu par un arc à l'intersection de la nef et du mur ouest du transept. Le calvaire repose sur un socle triangulaire. Sur un piédestal triangulaire, deux masses triangulaires se compénètrent. Autour, sont rangés les douze apôtres. Au-dessus, se dresse la croix du Christ accostée de celles des larrons.

## Historique
La chapelle est classée (la chapelle et son calvaire) au titre des monuments historiques par arrêté du 29 avril 1955.

## Galerie

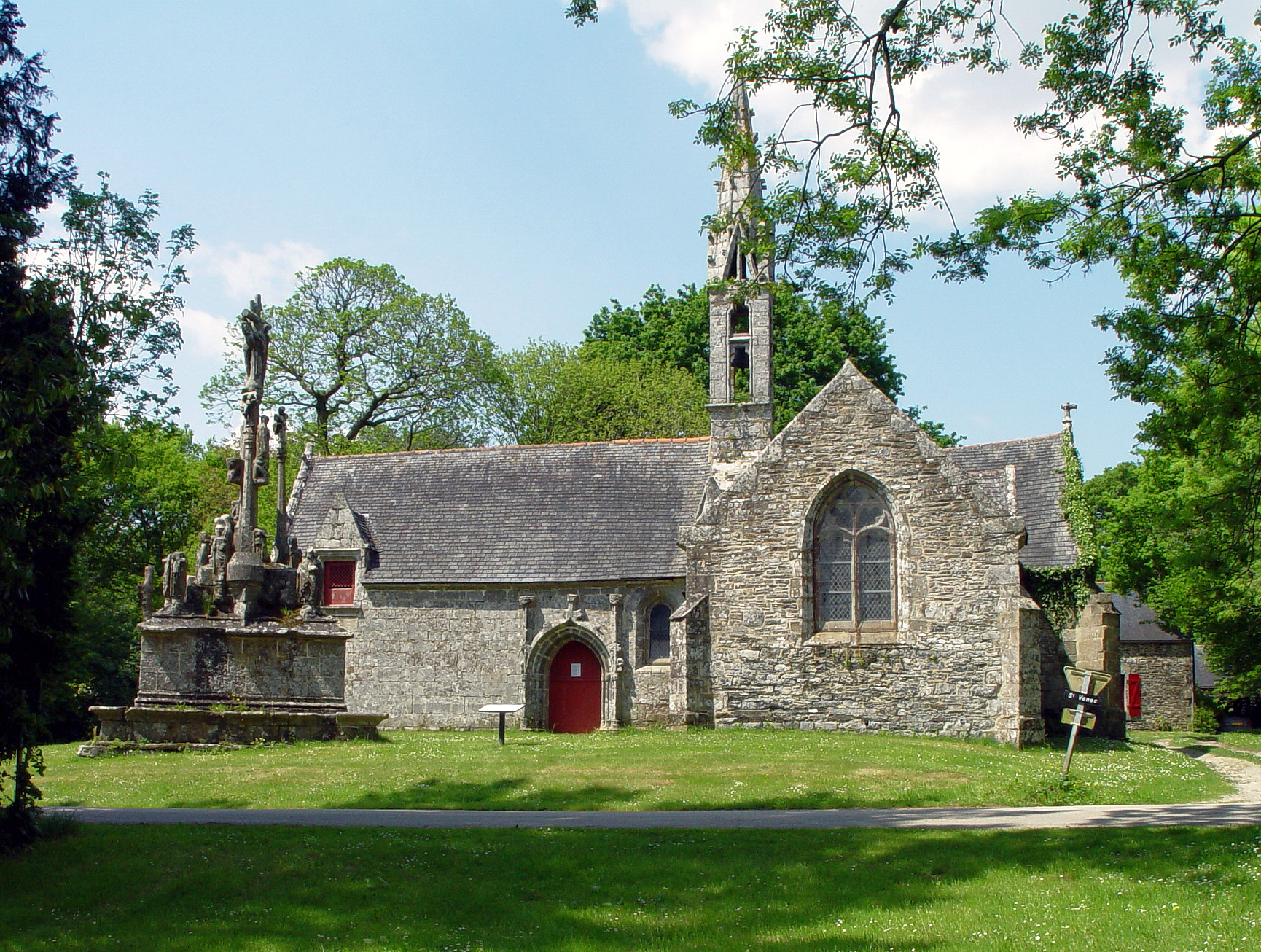
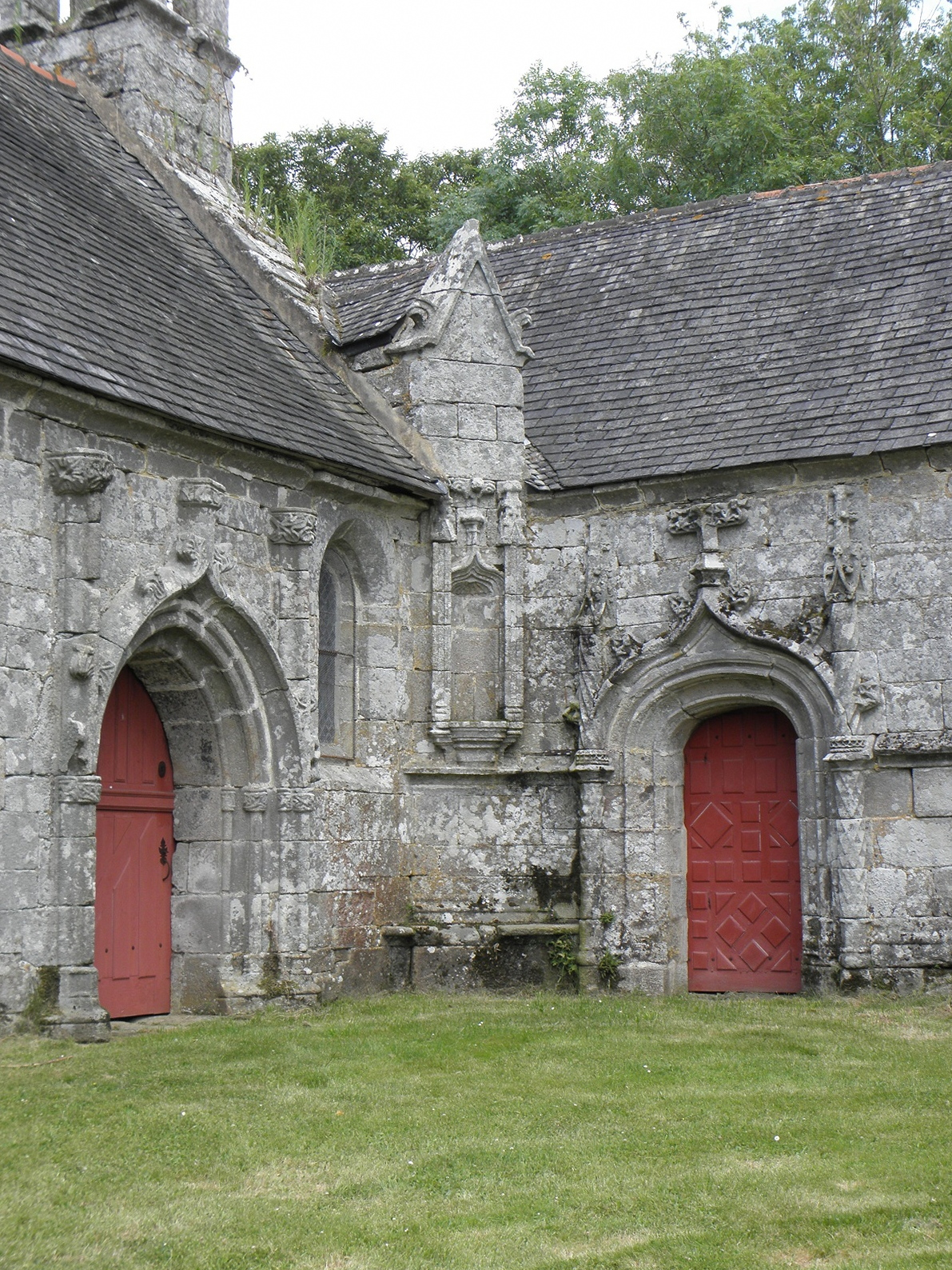
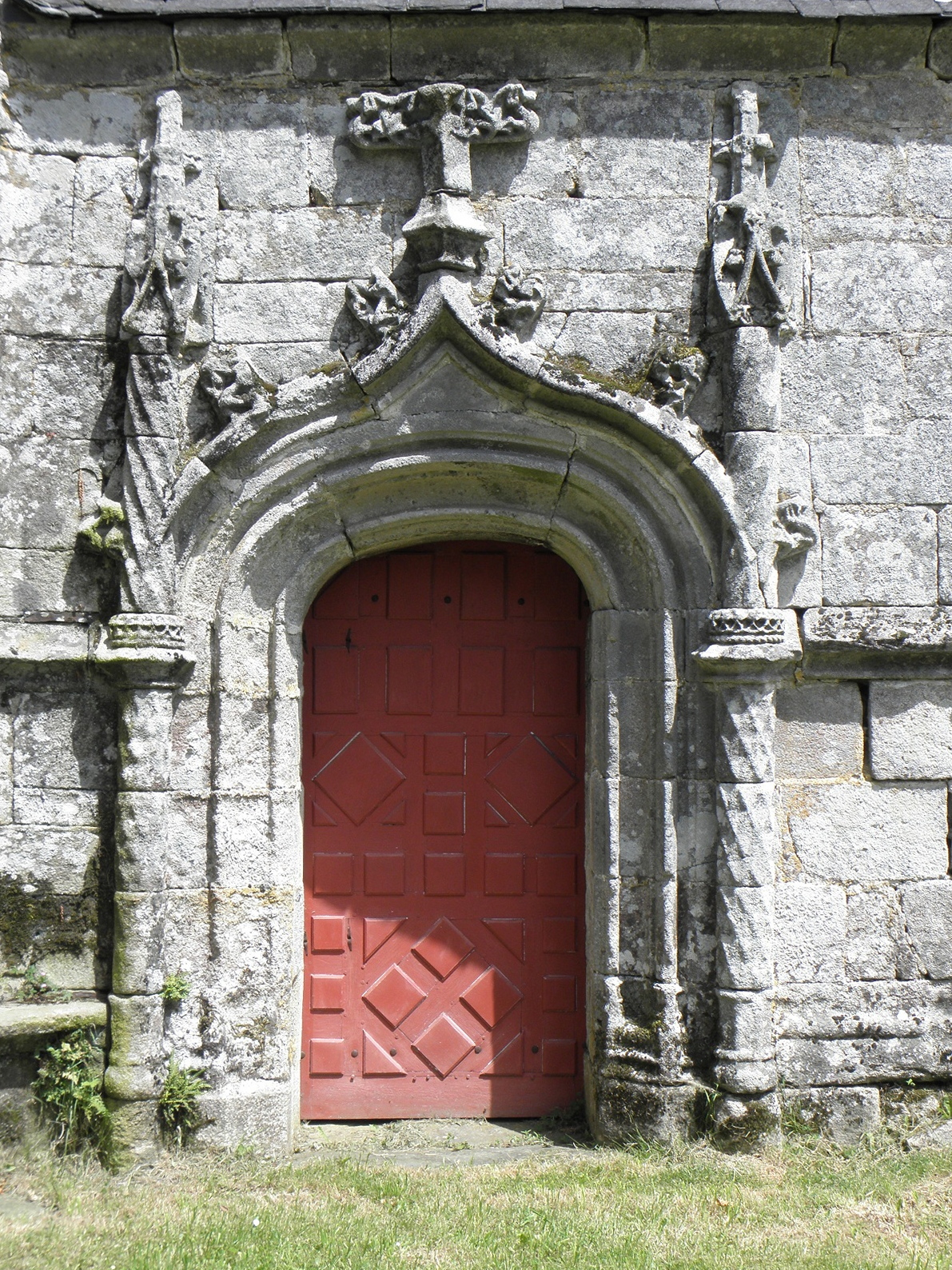
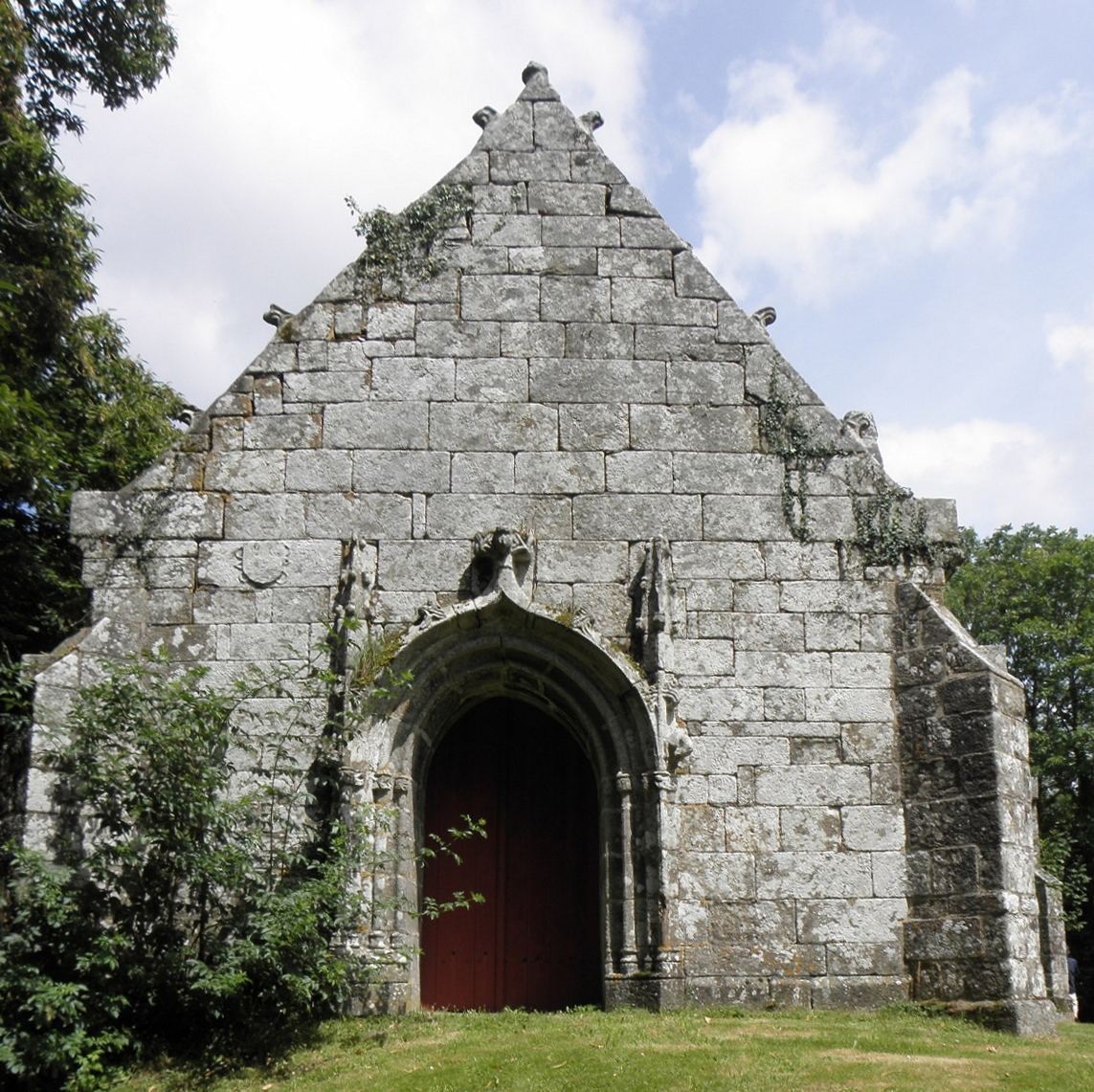
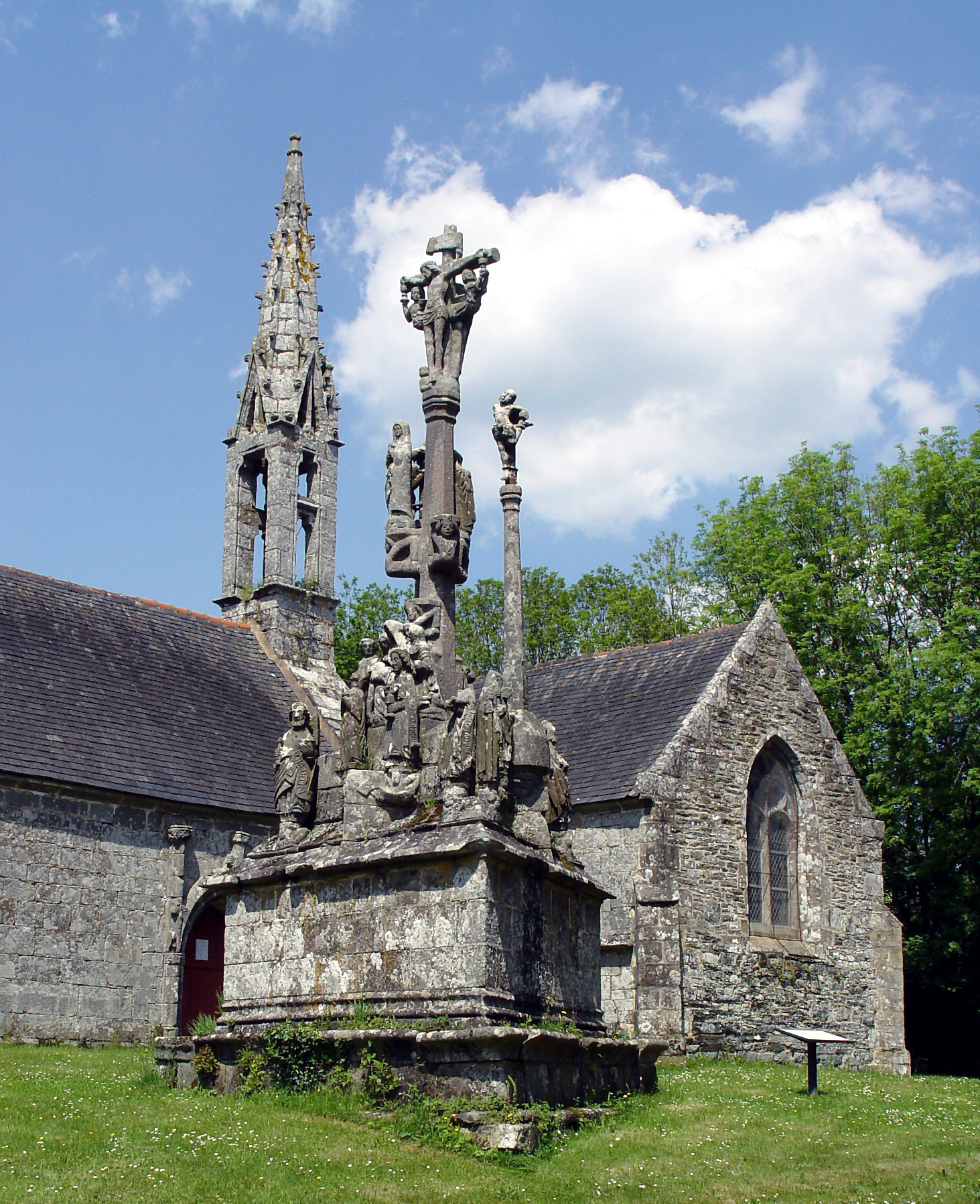
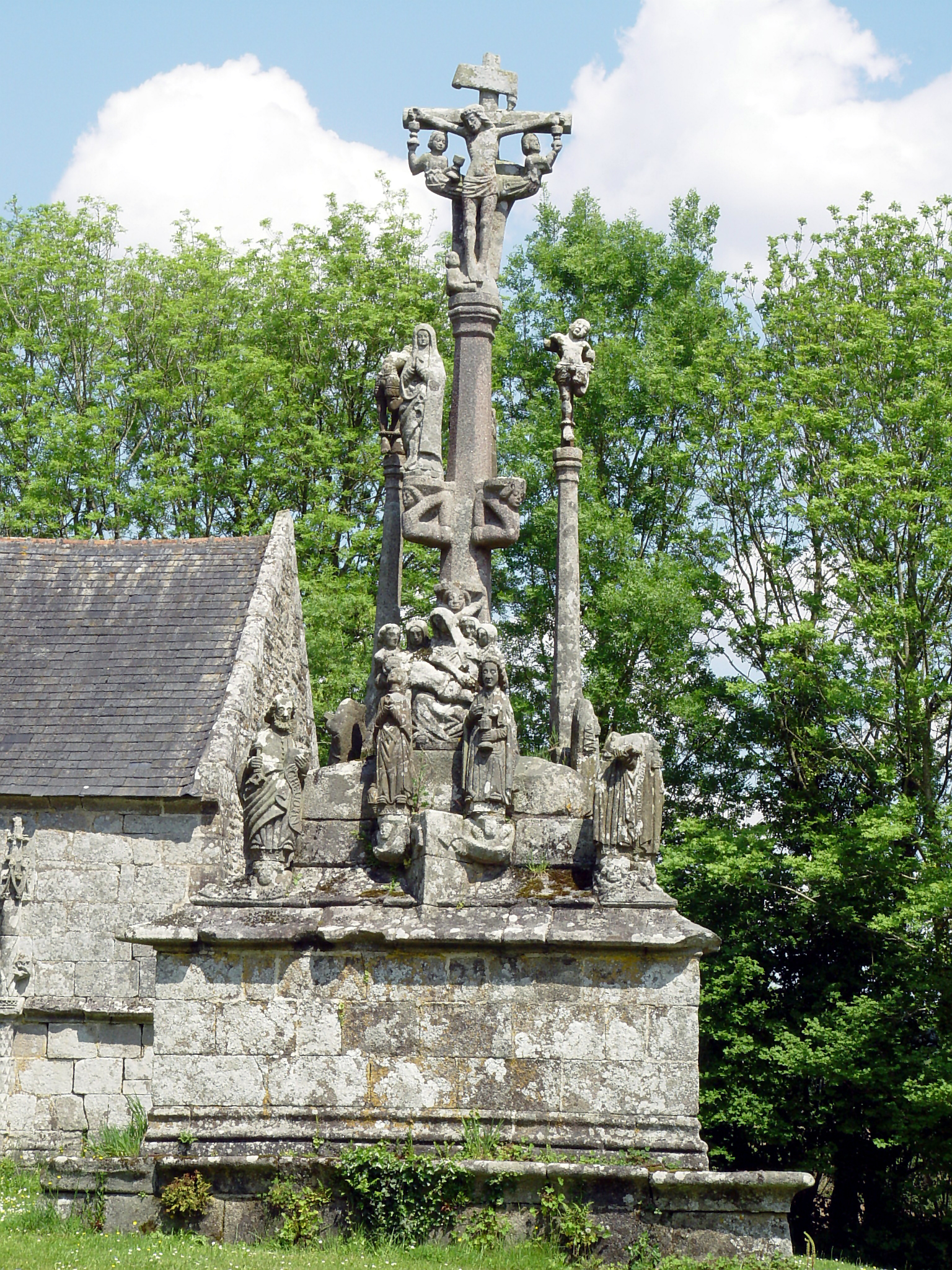
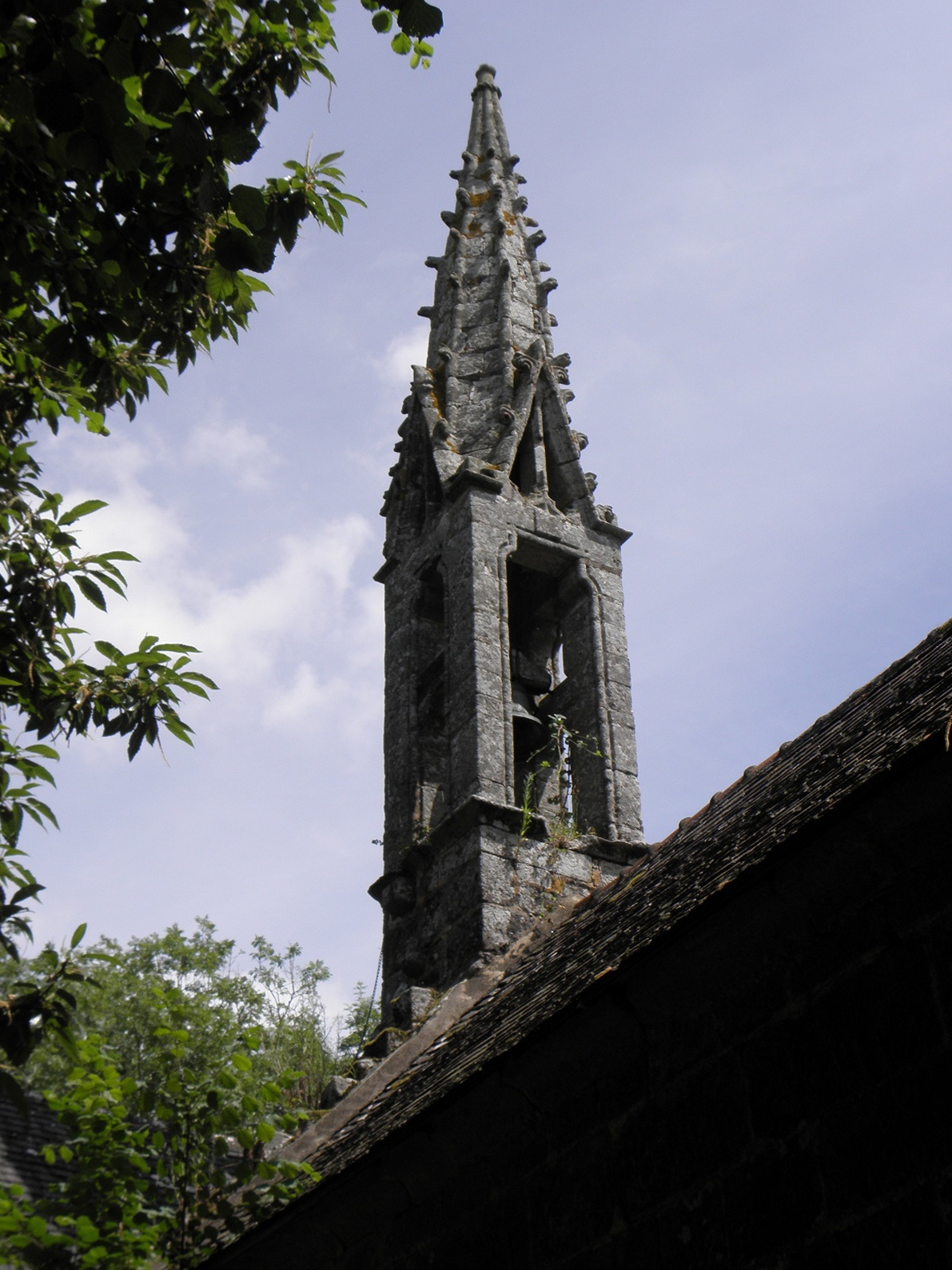
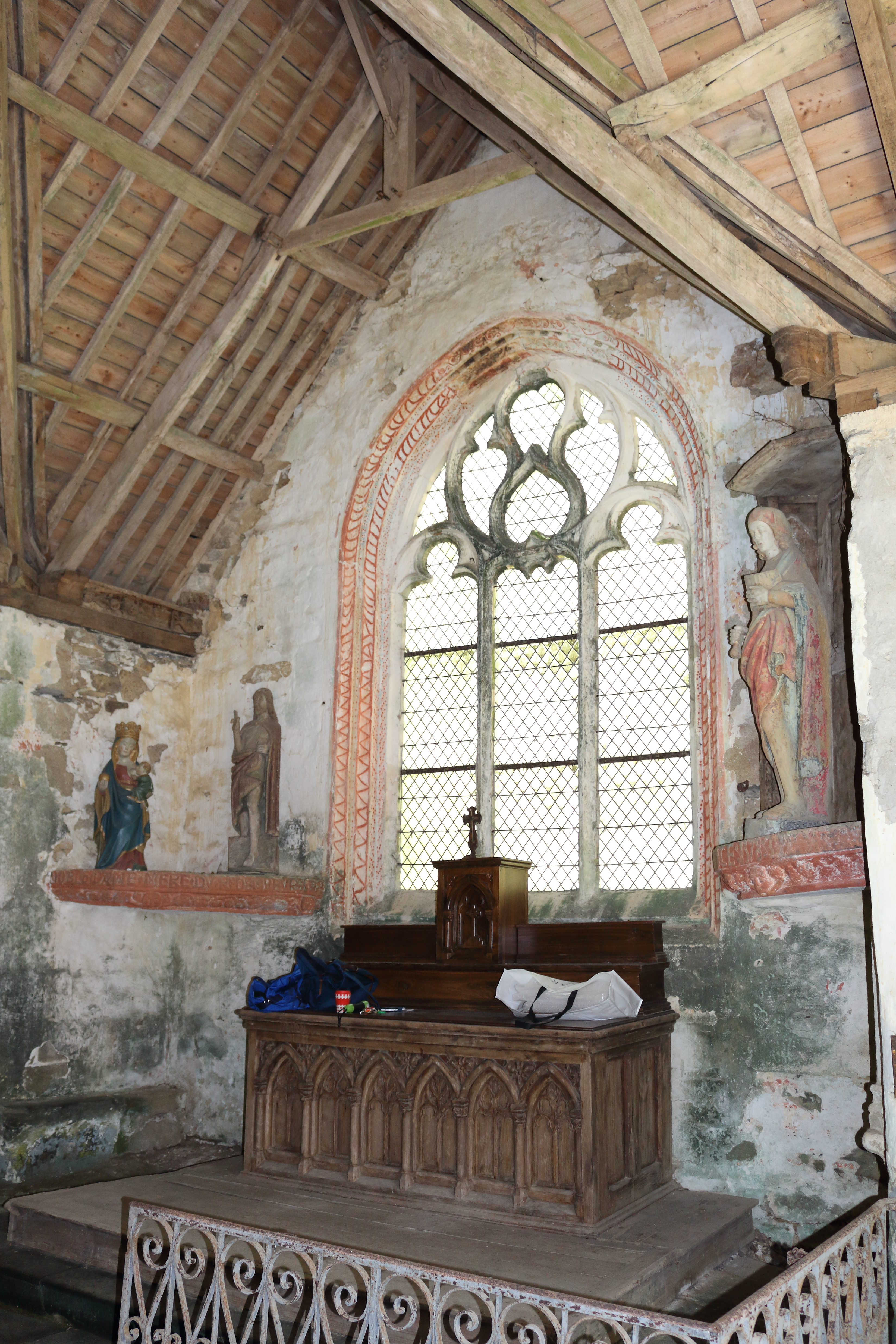
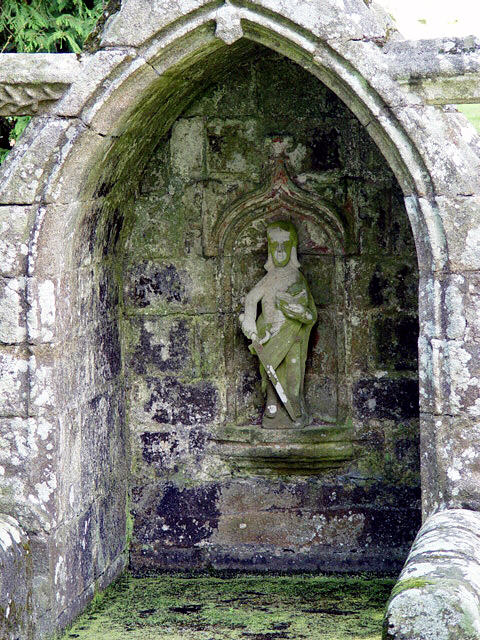
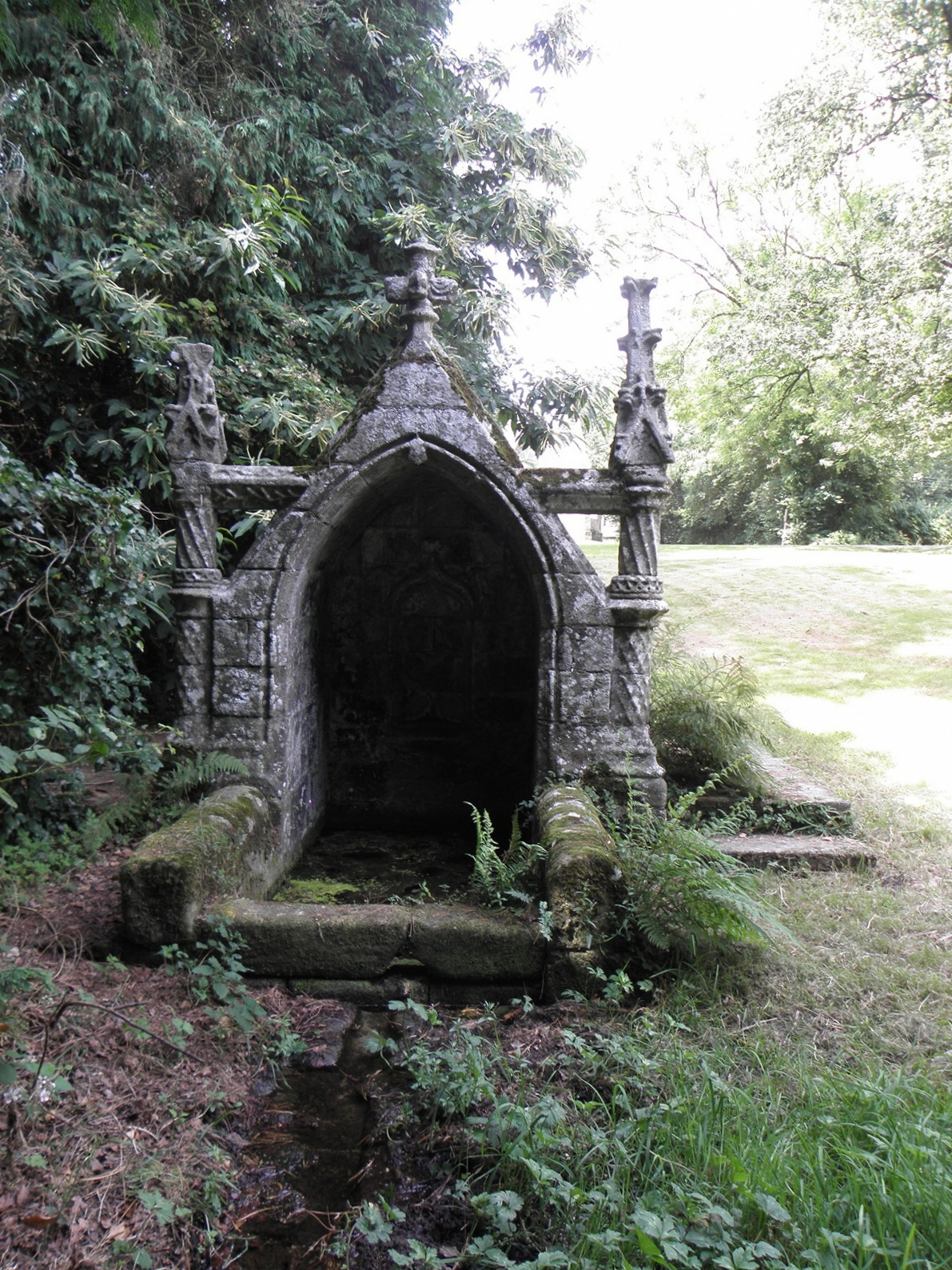